# Альф Тветен
Альф Тветен (норв. Alf Tveten, 30 липня 1912 — 1997) — норвезький яхтсмен.
Срібний призер Олімпійських Ігор 1936 року в класі 6 метрів.